# Ланге, Карл Георг
Карл Георг Ланге (дат. Carl Georg Lange; 4 декабря 1834, Вордингборг на острове Зеландия — 25 мая 1900, Копенгаген) — датский медик, физиолог, психиатр, психолог, философ

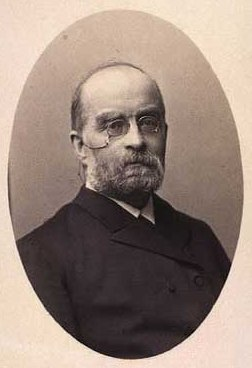
Карл Георг Ланге

, педагог, профессор патанатомии Копенгагенского университета (1885), почëтный доктор Лундского университета (1893).

## Биография
Старший брат Юлиуса Генрика Ланге. Отец Свена Ланге. После окончания Метрополитен-школы в 1853 году, получил медицинское образование, в 1859 став — кандидатом медицины.
В 1860—1862 г. — врач в госпитале Фредерика, в 1863 г. принял участие в экспедиции по Гренландии для анализа распространения заболеваний, затем опять с 1863 по 1866 г. работал ассистентом в госпитале Фредерика под руководством Е. Далерупа.
Военный врач в госпитале Альминделиг (1866—1867).
В 1867—1868 г. К. Ланге прошëл курс обучения гистологии и стажировки у К. Дж. Эберта и Г. Фрея в Цюрихе, физиологии у М. Шиффа во Франции.
C 1875 г. К. Ланге — доцент патанатомии, читал лекции о воспалительной патологии, затем о маниакально-депрессивном психозе.

## Научная деятельность
В 1868 К. Ланге провёл исследования бульбарного синдрома, в 1874 — хронического полиомиелита.
Особую известность К. Ланге принесла его периферическая теория возникновения эмоций — сосудо-двигательная теория эмоций, в которой ведущую роль он отводил сомато-вегетативному компоненту. В ней эмоции трактуются как субъективные образования, возникающие в ответ на нервное возбуждение, обусловленное состоянием иннервации и шириной кровеносных сосудов висцеральных органов. Эту теорию Ланге выдвинул, не будучи знакомым с теорией У. Джемса (1884), поэтому она получила название теории Джемса-Ланге.
Из всего спектра душевных движений он выделил и подробно исследовал то, что называл «наиболее резко выраженными и характерными эмоциями»: радость, грусть, страх, гнев, а также с некоторыми допущениями: смущение, нетерпение, разочарование. К. Ланге описывал основные черты «физиологии» и «физиогномии» эмоций, их физиологические и поведенческие компоненты.
Кроме того, К. Ланге открыл и первым описал психотропные свойства лития.

## Избранные научные труды
- Om Sindsbevaegelser, (1885)
- Om periodiske Depressionstilstande, (1886)
- Les emotions, 1895, (в рус. пер.: Эмоции, М., 1896)
- Душевные движения, СПб., 1896
- Sinnesgenusse und Kunstgenuss (не завершено).